# Desirée Masi
Desirée Graciela Masi Jara (Paraguay, 20 de abril de 1965) es una médica y política paraguaya. De 2013 a 2023 fue senadora nacional, por el Partido Democrático Progresista.
Anteriormente fue diputada nacional, representando al distrito Capital. También se desempeñó como presidenta del Partido Democrático Progresista del 2010 al 2015, partido que fundó junto a su esposo, Rafael FIlizzola, en el año 2007.
De ideología centroizquierdista, Masi es conocida por su oposición a los gobiernos colorados de Horacio Cartes y Mario Abdo Benítez, especialmente por su enemistad con el primero. En el 2023 Masi optó por retirarse de la política, apoyando en su lugar a su marido, Rafael FIlizzola, para reemplazarla en el Senado.